# Adam Beach
Adam Ruebin Beach (Ashern, 11 novembre 1972) è un attore canadese di origini native americane Saulteaux (gruppo etnico delle prime nazioni).

## Biografia
Nato in Ashern, Manitoba, Adam Beach è cresciuto con i suoi due fratelli nella riserva Dog Creek First Nations Reserve al Lago Manitoba. All'età di 8 anni sua madre, Sally Beach, incinta di otto mesi, fu uccisa da un guidatore ubriaco. Avrebbe potuto essere salvata, ma l'ambulanza si rifiutò di entrare nella riserva. Otto settimane dopo la sua morte suo padre, Dennis Beach, alcolista, affogò. Dal momento che era ubriaco, non si chiarì se la sua morte fu incidente o suicidio. Beach e i suoi due fratelli andarono inizialmente a vivere con la nonna, che aveva trascorso l'infanzia in una della malfamate scuole residenziali indiane.
Adam visse con la nonna dagli 8 ai 12 anni. Cinque anni dopo la morte dei loro genitori, i tre fratelli furono portati a Winnipeg a vivere con gli zii; Agnes e Chris Beach (lo zio paterno). Adam si riferisce allo zio Chris come papà. Beach frequentò una classe di arte drammatica alla Gordon Bell High School. Iniziò con performance in produzioni del teatro locale, e successivamente abbandonò la scuola per assumere un ruolo guida alla Manitoba Theatre for Young People.
All'età di 18 anni, Beach conquistò una piccola parte nel film per la televisione Il richiamo del grande nord, basata sul racconto Farley Mowat. Negli anni ha partecipato a numerose pellicole come Le avventure di Joe Dirt, un film del 2001 recitando la parte di Kicking Wing, ruolo che ricoprirà nel sequel del 2015 Joe Dirt 2 - Sfigati si nasce. Nel corso della sua carriera è apparso in numerose serie televisive come Walker Texas Ranger, Il tocco di un angelo, Hawaii Five-0, Everwood, JAG - Avvocati in divisa, Revolution, Backstrom, The Dead Zone e Squadra emergenza
Nel 2006 recita la parte di Ira Hayes nel film Flags of Our Fathers, di Clint Eastwood, mentre a partire dal 2007 entra nel cast della serie Law & Order - Unità vittime speciali, interpretando la parte del detective Chester Lake, ruolo che mantiene fino al 2008. Nel 2010 recita nella quarta stagione della serie Big Love, ricoprendo il ruolo di Tommy Flute, mentre nel 2011 entra nel cast del film di Jon Favreau Cowboys & Aliens, recitando al fianco di Daniel Craig. Nel 2016 interpreta Slipknot nel film del DC Extended Universe Suicide Squad, mentre l'anno successivo recita in Hostiles - Ostili, film diretto da Scott Cooper.

## Vita privata
Beach ha due figli: Luke e Noah, con sua moglie Meredith Porter. Ha anche una figlia, Phoenix Beach, nata nell'ottobre 2008 dalla relazione con Summer Tiger.

## Filmografia

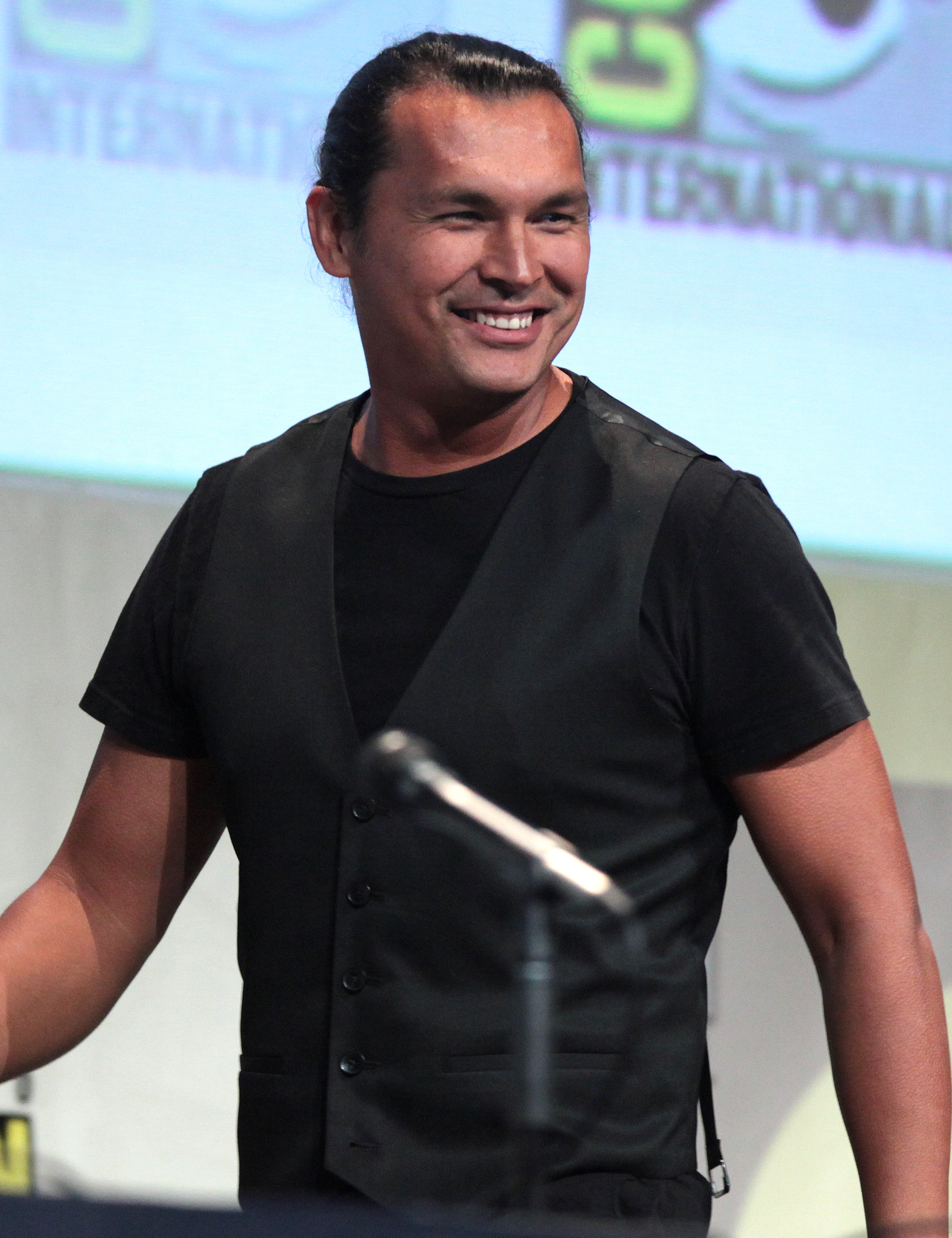
Adam Beach al San Diego Comic-Con International 2015

### Cinema
- Cadillac Girls, regia di Nicholas Kendall (1993)
- Dance Me Outside, regia di Bruce McDonald (1994)
- Il guerriero del falco (Squanto: A Warrior's Tale), regia di Xavier Koller (1994)
- A Boy Called Hate, regia di Mitch Marcus (1995)
- Coyote Summer, regia di Matias Alvarez (1996)
- Song of Hiawatha, regia di Jeffrey Shore (1997)
- Smoke Signals, regia di Chris Eyre (1998)
- Mistery, Alaska, regia di Jay Roach (1999)
- Little Boy Blues, regia di J. David Gonella (1999)
- The Last Stop, regia di Mark Malone (2000)
- Le avventure di Joe Dirt (Joe Dirt), regia di Dennie Gordon (2001)
- The Art of Woo, regia di Helen Lee (2001)
- Now & Forever, regia di Bob Clark (2002)
- Windtalkers, regia di John Woo (2002)
- Skinwalkers, regia di Chris Eyre (2002)
- Posers, regia di Katie Tallo (2002)
- Big Empty - Tradimento fatale (The Big Empty), regia di Steve Anderson (2003)
- Sawtooth, regia di Andreas Kidess (2004)
- Four Brothers - Quattro fratelli (Four Brothers), regia di John Singleton (2005)
- Flags of Our Fathers, regia di Clint Eastwood (2006)
- Segreti dal passato (Older than America), regia di Georgina Lightning (2008)
- Donkey, regia di Adrian Langley (2010)
- A Warrior's Heart, regia di Michael F. Sears (2011)
- Cowboys & Aliens, regia di Jon Favreau (2011)
- Path of Souls, regia di Jeremy Torrie (2012)
- September Runs Red, regia di Dan Forgues (2012)
- Ice Soldiers, regia di Sturla Gunnarsson (2013)
- Crook, regia di Adrian Langley (2013)
- A Fighting Man, regia di Damian Lee (2014)
- The Road to Tophet, regia di Steve Schmidt (2014)
- Il labirinto del Grizzly, regia di David Hackl (2015)
- Joe Dirt 2 - Sfigati si nasce (Joe Dirt 2: Beautiful Loser), regia di Fred Wolf (2015)
- Diablo, regia di Lawrence Roeck (2015)
- Suicide Squad, regia di David Ayer (2016)
- Juliana & the Medicine Fish, regia di Jeremy Torrie (2016)
- Hostiles - Ostili (Hostiles), regia di Scott Cooper (2017)
- The Watchman's Canoe, regia di Barri Chase (2017)
- The New Mutants, regia di Josh Boone (2020)
- The Unhealer - Il potere del male (The Unhealer), regia di Martin Guigui (2020)

### Televisione
- Il richiamo del grande nord (Lost in the Barrens) - film TV, regia di Michael J.F. Scott (1990)
- Spirit Rider - film TV, regia di Michael J.F. Scott (1993)
- North of 60 - serie TV, 4 episodi (1993-1995)
- Colomba solitaria - serie TV, episodi 1x8 e 1x21 (1994)
- Walker Texas Ranger (Walker, Texas Ranger) - serie TV, episodio 3x18 (1995)
- CBS Schoolbreak Special - serie TV, episodio 13x1 (1995)
- Il tocco di un angelo (Touched by an Angel) - serie TV, episodio 3x05 (1996)
- Madison - serie TV, episodio 5x01, 5x03 e 5x05 (1997)
- Dead Man's Gun - serie TV, episodio 1x07 (1997)
- Allen Strange - serie TV, episodio 1x01 (1997)
- First Wave - serie TV, episodio 2x07 (1999)
- Horizon (Higher Ground) - serie TV, episodio 1x05 (2000)
- Harry's Case - film TV, regia di Stephen Williams (2000)
- Bliss - serie TV, episodio 1x01 (2002)
- The Dead Zone - serie TV, episodio 1x12 (2002)
- Cowboys and Indians: The J.J. Harper Story - film TV, regia di Norma Bailey (2003)
- Coyote Waits, regia di Jan Egleson (2003)
- Everwood - serie TV, episodio 2x10 (2003)
- Squadra emergenza (Third Watch) - serie TV, episodi 5x10 e 5x14 (2003-2004)
- A Thief of Time - film TV, regia di Chris Eyre (2004)
- JAG - Avvocati in divisa (JAG) - serie TV, episodio 10x04 (2004)
- Johnny Tootall - film TV, regia di Shirley Cheechoo (2005)
- Law & Order - Unità vittime speciali (Law & Order: Special Victims Unit) - serie TV, 21 episodi (2007)
- Luna: Il grande spirito (Luna: Spirit of the Whale) - film TV, regia di Don McBrearty (2007)
- L'ultimo pellerossa (Bury My Heart at Wounded Knee) - film TV, regia di Yves Simoneau (2007)
- Moose TV - serie TV, 8 episodi (2007)
- Comanche Moon - miniserie TV (2008)
- Wapos Bay: The Series - serie TV, episodio 3x17 (2008)
- Big Love - serie TV, 9 episodio (2010)
- The Stepson - film TV, regia di Anthony Lefresne (2010)
- Hawaii Five-0 - serie TV, episodio 1x07 (2010)
- Combat Hospital - serie TV, 4 episodi (2011)
- Caution: May Contain Nuts - serie TV, episodio 3x6 (2012)
- Arctic Air - serie TV, 35 episodi (2012-2014)
- Hell on Wheels - serie TV, episodio 3x04 (2013)
- Revolution - serie TV, episodi 2x01 e 2x02 (2013)
- Backstrom - serie TV, episodi 1x07, 1x12 e 1x13 (2015)
- Monsters of God - film TV, regia di Rod Lurie (2017)

### Cortometraggi
- Prey, regia di Helen Lee (1995)
- My Brother, regia di Andreas Kidess (1999)
- Help, regia di Val Lauren (2008)
- So We May Grow, regia di Evan Zissimopulos (2014)

## Riconoscimenti
- American Indian Film Festival
  - 1995 – Miglior attore per Dance Me Outside
  - 2007 – Candidatura per miglior attore per Luna: Spirits of the Whale
- Broadcast Film Critics Association
  - 2006 – Candidatura per miglior attore non protagonista per Flags of Our Fathers
- First American in the Arts Awards
  - 1995 – Miglior attore per My Indian Summer
- Golden Globe
  - 2008 – Candidatura per miglior attore in una miniserie o telefilm per Bury My Heart at Wounded Knee
- Image Awards
  - 2008 – Candidatura per miglior attore per Bury My Heart at Wounded Knee
- San Diego World Film Festival
  - 1998 – Miglior attore per Smoke Signals
- Satellite Award
  - 2006 – Candidatura per miglior attore non protagonista per Flags of Our Fathers

## Doppiatori italiani
Nelle versioni in italiano delle opere in cui ha recitato, Adam Beach è stato doppiato da:
- Francesco Bulckaen in Windtalkers, Cowboys & Aliens
- Andrea Ward in Squanto - Il guerriero del falco
- Riccardo Niseem Onorato in Big Empty - Tradimento fatale
- Pasquale Anselmo in Law & Order - Unità vittime speciali
- Massimo De Ambrosis in Arctic Air
- Francesco Pannofino ne Le avventure di Joe Dirt
- Emilio Mauro Barchiesi in Suicide Squad
- Fabio Boccanera in Flags of Our Fathers
- Fabrizio Vidale in Hawaii Five-0
- Teo Bellia in Everwood
- Alberto Bognanni in Found